# Adam Kajetan Miączyński
Adam Kajetan Miączyński  herbu Suchekomnaty (ur. 1725, zm. około 1799) – ostatni pisarz polny koronny, generał major wojsk koronnych, starosta krzepicki, grodowy ostrzeszowski, Kawaler Orderu Orła Białego, Kawaler Orderu Św. Stanisława.
Syn Piotra Michała Miączyńskiego oraz Antoniny „Beydo”- Rzewuskiej h. Krzywda. Mąż Marii Klaudii Kolowrath-Krakowskiej, córki Franciszka prezydent najwyższego saskiego trybunału apelacyjnego oraz Józefy Hrzan. Wnuk Atanazego Miączyńskiego oraz Adama Rzewuskiego, brat Józefa Bonawentury Miączyńskiego rotmistrza husarii.
Mając 23 lata (1748) został szambelanem JKMci oraz po ojcu objął starostwo krzepickie (ustąpił je synowi Augustowi w 1774 roku). 29 maja 1751 został mianowany podpułkownikiem regimentu łanowego pieszego. Trzy lata później (1754) został starostą grodowym ostrzeszowskim, które po roku ustąpił Adamowi Stadnickiemu. W 1765 roku zostaje mianowany na stopień generał major wojsk koronnych, a w 1786 generał wojsk saskich. Tego samego roku został stolnikiem halickim. 6 sierpnia 1793 został mianowany podczas sejmu grodzieńskiego, ostatnim pisarzem polnym koronnym.

## Potomkowie
- Piotr August hr. Miączyński - szambelan JKMci, kawaler Orderu św. Stanisława
- Ksawery hr. Miączyński (1766—1854) — szambelan dworu saskiego